# Les Chevaliers d'Émeraude
Les Chevaliers d'Émeraude est une saga littéraire d'heroic fantasy. Pièce maîtresse de l’écrivaine québécoise Anne Robillard, elle compte un total de douze tomes. Cette série populaire est publiée par la maison d'édition québécoise Éditions de Mortagne. Depuis sa création, cette saga rencontre un grand succès au Québec, où il s'en est vendu un million d'exemplaires. En France, Les Chevaliers d'Émeraude sont publiés par les éditions Michel Lafon et France Loisirs. Les deux premiers tomes sont parus en juin 2007 et ont dépassé le cap de 100 000 ventes chacun. La saga se poursuit avec Les Héritiers d'Enkidiev puis avec Les Chevaliers d'Antarès qui comportent également douze tomes chacune.

## Description
Depuis cinq cents ans, Enkidiev — continent peuplé d'hommes, d'elfes, de fées et de magiciens — est en paix après une guerre contre l'Empereur Noir Amecareth, souverain d'Irianeth, l’empire des hommes-insectes, situé sur le continent éponyme, et les différents peuples qu'il a asservis. Celui-ci décide de tenter une nouvelle fois de conquérir Enkidiev sur les conseils de son sorcier, Asbeth, afin de récupérer sa fille.
Le seul espoir de survie d'Enkidiev réside dans la résurrection de l'Ordre des Chevaliers d'Émeraude par le roi Émeraude Ier. Ces guerriers magiciens seront chargés de protéger le continent jusqu'à l'accomplissement de la prophétie voulant que le porteur de lumière, sur le point de naître, détruise à jamais la menace que fait peser l'Empereur noir sur Enkidiev. Pour que la prophétie se réalise, les Chevaliers devront protéger la fille de l'Empereur, Kira, l'enfant mauve ayant pour rôle de protéger le porteur de lumière. Leur tâche sera ardue, Amecareth envoyant ses propres armées, celles de ses vassaux et ses sorciers pour les détruire et utilise des ruses de plus en plus ingénieuses afin de récupérer son héritière…

## Publication
- Privilège de roi, Wellan Inc., 2010, 246 p.  (ISBN 978-2-9810428-3-5)Écrit avec Martial Grisé. Préquelle de la série
- Les Premiers Chevaliers, Wellan Inc., 2020, 320 p.  (ISBN 978-2-925162-23-0)Tome 0 - Réédité aux éditions Michel Lafon en 2024, 352 p. (ISBN 978-2-7499-5691-6)

1. Le Feu dans le ciel, Mortagne, 2003, 341 p.  (ISBN 978-2-89074-662-6)Réédité aux éditions Michel Lafon en 2007, 345 p. (ISBN 978-2-7499-0625-6), puis par les mêmes éditions au format poche en 2012, 362 p. (ISBN 978-2-7499-1535-7)
2. Les Dragons de l'empereur noir, Mortagne, 2003, 430 p.  (ISBN 978-2-89074-672-5)Réédité aux éditions Michel Lafon en 2007, 437 p. (ISBN 978-2-7499-0662-1), puis par les mêmes éditions au format poche en 2012, 432 p. (ISBN 978-2-7499-1539-5)
3. Piège au royaume des ombres, Mortagne, 2003, 478 p.  (ISBN 978-2-89074-674-9)Réédité aux éditions Michel Lafon en 2007, 427 p. (ISBN 978-2-7499-0747-5), puis par les mêmes éditions au format poche en 2012, 424 p. (ISBN 978-2-7499-1542-5)
4. La Princesse rebelle, Mortagne, 2004, 494 p.  (ISBN 978-2-89074-676-3)Réédité aux éditions Michel Lafon en 2008, 423 p. (ISBN 978-2-7499-0783-3), puis par les mêmes éditions au format poche en 2013, 435 p. (ISBN 979-10-224-0000-8)
5. L'Île des lézards, Mortagne, 2004, 478 p.  (ISBN 978-2-89074-678-7)Réédité aux éditions Michel Lafon en 2008, 407 p. (ISBN 978-2-7499-0872-4), puis par les mêmes éditions au format poche en 2013, 407 p. (ISBN 979-10-224-0007-7)
6. Le Journal d'Onyx, Mortagne, 2004, 477 p.  (ISBN 978-2-89074-680-0)Réédité aux éditions Michel Lafon en 2008, 411 p. (ISBN 978-2-7499-0939-4), puis par les mêmes éditions au format poche en 2013, 400 p. (ISBN 979-10-224-0026-8)
7. L'Enlèvement, Mortagne, 2005, 491 p.  (ISBN 978-2-89074-682-4)Réédité aux éditions Michel Lafon en 2009, 425 p. (ISBN 978-2-7499-0969-1), puis par les mêmes éditions au format poche en 2014, 427 p. (ISBN 979-10-224-0033-6)
8. Les Dieux déchus, Mortagne, 2006, 526 p.  (ISBN 978-2-89074-684-8)Réédité aux éditions Michel Lafon en 2009, 435 p. (ISBN 978-2-7499-1014-7), puis par les mêmes éditions au format poche en 2014, 459 p. (ISBN 979-10-224-0054-1)
9. L'Héritage de Danalieth, Mortagne, 2006, 525 p.  (ISBN 978-2-89074-686-2)Réédité aux éditions Michel Lafon en 2009, 411 p. (ISBN 978-2-7499-1105-2), puis par les mêmes éditions au format poche en 2014, 441 p. (ISBN 979-10-224-0061-9)
10. Représailles, Mortagne, 2007, 509 p.  (ISBN 978-2-89074-688-6)Réédité aux éditions Michel Lafon en 2010, 403 p. (ISBN 978-2-7499-1154-0), puis par les mêmes éditions au format poche en 2015, 443 p. (ISBN 979-10-224-0062-6)
11. La Justice céleste, Mortagne, 2007, 478 p.  (ISBN 978-2-89074-690-9)Réédité aux éditions Michel Lafon en 2010, 403 p. (ISBN 978-2-7499-1193-9), puis par les mêmes éditions au format poche en 2015, 445 p. (ISBN 979-10-224-0063-3)
12. Irianeth, Mortagne, 2008, 604 p.  (ISBN 978-2-89074-692-3)Réédité aux éditions Michel Lafon en 2010, 468 p. (ISBN 978-2-7499-1194-6), puis par les mêmes éditions au format poche en 2015, 468 p. (ISBN 979-10-224-0064-0)

## Suite et adaptation
Les Héritiers d'Enkidiev est la série littéraire faisant suite aux aventures des Chevaliers d'Émeraude. Anne Robillard a également choisi d'adapter Les Chevaliers d'Émeraude en une série de bande dessinée de cinq tomes depuis 2011.